# 5-Hydroxymethylcytosin
5-Hydroxymethylcytosin ist eine heterocyclische organische Verbindung mit einem Pyrimidingrundgerüst. Es ist ein Derivat der Nukleinbase Cytosin mit einer zusätzlichen Hydroxymethylgruppe in Position 5. Es bildet die Nukleoside 5-Hydroxymethylcytidin (5hmC, hm5C) in der RNA und 5-Hydroxymethyldesoxycytidin (5-HOMedC) in der DNA.

## Biologische Bedeutung
5-Hydroxymethylcytosin war lange Zeit neben 5-Methylcytosin die einzige modifizierte DNA-Base, die in Säugetieren gefunden wurde. Daher wird 5-Methylcytosin oft als die fünfte und 5-Hydroxymethylcytosin oft als die sechste DNA-Base bezeichnet. Heutzutage sind bereits weitere Derivate bekannt, wie z. B. 5-Formylcytosin (5fC) und 5-Carboxycytosin (5caC).
5-Hydroxymethylcytosin wird in vivo postreplikativ (nach der DNA-Synthese) aus Cytosin durch Hinzufügen einer Methylgruppe (siehe DNA-Methylierung) und anschließender Oxidation gebildet. Es wird vermutet, dass 5-Hydroxymethylcytosin wie 5-Methylcytosin eine wichtige Rolle in der Epigenetik spielt und an der An- und Abschaltung von Genen beteiligt ist.

## Vorkommen
5-Hydroxymethylcytosin wurde Anfang der 1950er-Jahre in Bakteriophagen-DNA entdeckt. Hier schützt die Hydroxymethylgruppe die DNA der Phagen vor Abbau durch bakterielle Restriktionsenzyme.
2009 fanden zwei Forschergruppen heraus, dass 5-Hydroxymethylcytosin auch ein Bestandteil der DNA von Säugetieren ist. Inzwischen ist bekannt, dass praktisch jede Säugetierzelle 5-Hydroxymethylcytosin enthält und dass die größten Mengen im Zentralnervensystem vorkommen. Die Menge an 5-Hydroxymethylcytosin nimmt während der Entwicklung zu, scheint aber im Erwachsenenalter stabil zu sein. Dies wurde im Kleinhirn und Hippocampus von Mäusen gezeigt. Passend zu diesem Befund finden sich in embryonalen und neuronalen Stammzellen nur geringe Mengen an 5-Hydroxymethylcytosin.

## Biosynthese
In der DNA ist 5-Hydroxymethylcytosin die Base des Nukleosids 5-Hydroxymethylcytidin. Sie wird durch Oxidation aus 5-Methylcytidin gebildet. Diese Reaktion wird von den Eisen(II)- und Ketoglutarat-abhängigen TET-Enzymen katalysiert. In vitro konnte jedoch auch gezeigt werden, dass Methyltransferasen direkt Cytosin mit Formaldehyd umsetzen können, wodurch sich auch 5-Hydroxymethylcytosin bildet.

## Funktion
Die genaue Funktion von 5-Hydroxymethylcytosin ist bisher unbekannt. Es erscheint jedoch wahrscheinlich, dass die DNA-Base eine wichtige Rolle in der Epigenetik spielt und die Genexpression entscheidend beeinflussen könnte. Es wurde weiterhin spekuliert, dass 5-Hydroxymethylcytosin an aktiver Demethylierung, der enzymatischen Abspaltung der Methylgruppe von 5-Methylcytosin, beteiligt ist. Mittlerweile konnte 5-Formylcytosin, ein Intermediat des postulierten oxidativen Demethylierungsmechanismus, in der DNA von embryonalen Stammzellen nachgewiesen werden. 5-Hydroxymethylcytosin könnte eine spezielle Rolle im Zentralnervensystem spielen, da es dort in besonders hohen Mengen (~0,25 % aller DNA-Basen) vorliegt.

## Weitergehende Auswirkungen
Durch die Entdeckung von 5-Hydroxymethylcytosin werden Studien über die Verteilung von 5-Methylcytosin in Frage gestellt, da die Standard-Detektionsmethoden wie Bilsulfit-Sequenzierung nicht zwischen 5-Hydroxymethylcytosin und 5-Methylcytosin unterscheiden können.